# Nycticebus bancanus
Nycticebus bancanus är en art i släktet tröglorier som förekommer i Sydostasien. Populationen infogades en tid som synonym i Nycticebus menagensis och sedan en studie från 2013 klassificeras den som art.

## Utseende
Artens tydligaste kännetecken är den kastanjebruna ansiktsmasken kring ögonen som står i kontrast till andra delar av huvudet. Masken består av en fläck under varje öga som inte når längre än till okbensbågen. Dessutom utgörs masken av en kastanjebrun fläck ovanför varje öga som vanligen är rund men fläcken kan även vara otydlig. Den ljusa strimman mellan ögonen på näsryggen är bred. Öronen är täckta med hår. Den mörka strimman på ryggens topp är karmosinröd.
Ett uppstoppat exemplar från ett museum är 25,8 cm lång (huvud och bål) och svansen är endast en liten stubbe. Enligt den ursprungliga beskrivningen från 1906 varierar pälsfärgen på ovansidan bredvid den karmosinröda strimman mellan blek orangebrun och intensivare orangebrun. Hos flera individer har många hår vita spetsar vad som liknar frost. Undersidans päls har en ljusgrå färg, ibland med inslag av ljusbrunt.

## Utbredning
Nycticebus bancanus förekommer endemisk på ön Bangka som ligger öster om södra Sumatra. Kanske lever arten även på Belitung öster om Bangka. Efter 1937 hittades inga fler vilda exemplar. Ifall arten finns kvar så har den antagligen fuktiga skogar och trädodlingar som habitat.
Enligt studien från 2013 förekommer arten även på sydöstra Borneo söder om floden Kapuas.

## Bevarandestatus
Andra tröglorier i regionen hotas av skogarnas omvandling till odlingsmark och av skogsbränder. På Bangka finns endast 20 procent av den ursprungliga skogen kvar. Dessutom fångas andra släktmedlemmar illegal och säljs som sällskapsdjur. För Nycticebus bancanus gäller samma hot om den inte är utdöd. IUCN listar arten som akut hotad (CR).